# Седървил
Седървил (на английски: Cedarville) е село в Северен Илинойс, Съединени американски щати. Намира се на около 10 km северно от град Фрийпорт. Населението му е 697 души (по приблизителна оценка от юли 2017 г.).
В Седървил е родена общественичката Джейн Адамс (1860 – 1935).